# Pensacolatus
Pensacolatus Wunderlich, 1988 è un genere di ragni fossili appartenente alla famiglia Salticidae.

## Caratteristiche
Gli esemplari finora raccolti risalgono tutti al Neogene.

## Distribuzione
Le tre specie oggi note di questo genere sono state rinvenute in alcuni depositi di ambra dominicana della nazione omonima.

## Tassonomia
La presenza del punto interrogativo alla P. tibialis, indica che non ne è chiara la descrizione come specie a sé nel lavoro di Wunderlich del 2004.
A giugno 2011, questo genere fossile comprende tre specie descritte e una non classificata:
- Pensacolatus coxalis Wunderlich, 1988[3] - Repubblica Dominicana
- Pensacolatus spinipes Wunderlich, 1988 - Repubblica Dominicana
- ?Pensacolatus tibialis Wunderlich, 2004 - Repubblica Dominicana
- Pensacolatus sp. Wunderlich, (1988) - Repubblica Dominicana